# James Tyler Kent
James Tyler Kent, (Woodhull, Nueva York, 31 de marzo de 1849 - Stevensville, Montana, 6 de junio de 1916) fue un médico estadounidense, recordado como uno de los principales contribuyentes y defensores de la homeopatía. Fue la primera persona en utilizar remedios homeopáticos altamente potenciados —con un alto grado de disolución—. En 1897 publicó un gran repertorio, conocido como «repertorio de Kent», donde exponía una amplia gama de enfermedades humanas y sus correspondientes «remedios» homeopáticos. Esta guía ha sido traducida a varios idiomas y aún hoy se mantiene como una de las principales referencias de los defensores de este movimiento.

## Biografía
Kent nació el 31 de marzo de 1849 en Woodhull, Nueva York, hijo de Steven Kent y su esposa Caroline Tyler. Kent se crio en un hogar fuertemente baptista. Asistió a la escuela secundaria en la Academia Franklin de Prattsburgh, Nueva York y más tarde se matriculó en la Universidad de Madison —actual Universidad de Colgate—, donde se licenció en 1868. En 1870 obtuvo la maestría en esa misma institución. Kent asistió y se graduó en 1873 en el Instituto de Medicina Ecléptica de Cincinnati de Ohio, donde además de medicina estudió variantes de «medicina alternativa», como naturopatía, homeopatía y quiropráctica.
Kent se casó en 1874 en San Luis, Misuri, donde ejerció como doctor. Dos años después empezó a trabajar como profesor de anatomía en el American College de St. Louis. Fue en este momento cuando se convirtió en un ferviente partidario de los preceptos de la homeopatía. Desde entonces trabajó en diversas instituciones homeopáticas. Kent fue además un prolífico escritor, ganando un importante número de adeptos, sobre todo en la India, de donde provienen varios de los principales editores de sus obras. Murió en 1916 en Stevensville, Montana, debido a la enfermedad de Bright.

## Ideas
Kent es recordado por su firme oposición a la teoría microbiana de la enfermedad, vigente hoy en día y demostrada en el siglo XIX por Louis Pasteur y en el XX por Robert Koch; sobre ello Kent sostenía:

El microbio no es la causa de la enfermedad. No debemos dejarnos llevar por estos alopáticos y ociosos sueños y vagas imaginaciones, sino que debemos corregir lo élan vital.

Kent era seguidor de una secta religiosa de orientación cristiana fundada por Emanuel Swedenborg. Influenciado por esto, Kent creía que las enfermedades tenían un origen y unas causas espirituales:

Usted no puede divorciar a la medicina de la teología. El hombre existe desde el fondo de su más íntimo espiritual hasta su exterior más natural.

Estos postulados no tienen validez científica en la actualidad, como tampoco la tuvieron en la época de Kent.

## Obra
- Sexual Neuroses. St. Louis, MO: Maynard and Tedford, 1879.

- Address before the International Hahnemmanian Association at Its Seventh Annual Meeting. 1887.

- Repertory of the Homœopathic Materia Medica. Lancaster, PA: Examiner Printing House, 1897.

- Lectures on Homoeopathic Philosophy. [1900] Memorial Edition. Chicago: Ehrhart and Karl, 1919.

- Lectures on Homoeopathic Materia Medica. Philadelphia: Boericke and Tafel, 1905.

- New Remedies, Clinical Cases, Lesser Writings, Aphorisms and Precepts. Chicago: Ehrhart and Karl, 1926.